# INPEX
株式會社INPEX（日语：株式会社INPEX、インペックス）是一家日本石油公司。

## 历史
舊名國際石油開發帝石，由帝国石油（1941年创立）和國際石油開發（1966年创立）两家公司合并而成。这两家公司在2006年成立了國際石油開發帝石控股公司（国際石油開発帝石ホールディングス株式会社），2008年完全合并后改名國際石油開發帝石。2021年4月，國際石油開發帝石更名為INPEX。

## 歴代社長
| 代 | 名称     | 就任日 | 退任日 | 备注               |
| -- | -------- | ------ | ------ | ------------------ |
| 初 | 黑田直树 | 2005年 | 2010年 | 旧国际石油开发社长 |
| 2  | 北村俊昭 | 2010年 | 2018年 |                    |
| 3  | 上田隆之 | 2018年 | 现职   |                    |